# Pteronemobius tabacu
Pteronemobius tabacu är en insektsart som beskrevs av Otte, D. och Perez-gelabert 2009. Pteronemobius tabacu ingår i släktet Pteronemobius och familjen syrsor. Inga underarter finns listade i Catalogue of Life.